# Muzeum Dzieciństwa Czasu Wojny
Muzeum Wojennego Dzieciństwa – muzeum historyczne w Sarajewie otwarte w styczniu 2017 roku. W 2018 roku otrzymało Europejską Nagrodę Muzealną Roku EMYA .

## Historia
Gdy rozpoczęła się wojna w Jugosławii Jasminko Halilović miał 4 lata. Pracując nad książką „Wojenne dzieciństwo: Sarajewo 1992–1995” zebrał około 1500 krótkich wspomnień młodych ludzi, którzy byli dziećmi podczas wojny w Bośni. W książce, która wyszła w 2013 roku, Halilović umieścił 1030 wspomnień.
W ramach projektu Muzeum każdy mógł przesłać swoje dane, wspomnienia zgodnie z hasłem Umuzeji svoje uspomene!. Wystarczyło wypełnić formularz na stronie muzeum, w którym należało podać: dane osobowe i kontaktowe, miejsce zamieszkania w czasie wojny i jaki chce się mieć wkład w powstanie Muzeum. Zachęcano do nadsyłania filmów ze wspomnieniami i pamiątek.
Po opracowaniu zbiorów w maju 2016 roku Muzeum zorganizowało swoją pierwszą, tymczasową wystawę w Muzeum Historycznym Bośni i Hercegowiny. Kolejne wystawy odbyły się w Zenicy i Visoko. W styczniu 2017 roku otwarto stałą ekspozycję muzeum przy ulicy Logavina 32 w Sarajewie. Muzeum jest organizacją non profit, nie otrzymuje dotacji od rządu. Utrzymuje się z wpłat darczyńców.
W zbiorach muzeum znajdują się pamiętniki, zabawki, fotografie, elementy garderoby i wiele innych przedmiotów przekazanych przez ocalałych z wojny. Wszystkie przedmioty są prezentowane wraz ze wspomnieniami osoby, która je podarowała. Dodatkowo zwiedzający mogą wysłuchać świadectw i przeczytać fragmenty wywiadów.
Z czasem kolekcja wzbogaciła się o rzeczy osobiste, historie i nagrania wideo, które opowiadają o przeżyciach dzieci z innych miejsc i konfliktów obejmując wspomnienia dzieci od Bośni po Afganistan, od wojny w Syrii po II wojnę światową. Dlatego w 2020 roku Muzeum zaczęło przygotowywać wystawę przenośna, którą można będzie pokazywać w różnych częściach świata.
W czerwcu 2020 roku Muzeum otworzyło swoje pierwsze międzynarodowe biuro w Kijowie na Ukrainie, aby dokumentować przeżycia dzieci dotkniętych wojną na Ukrainie.

## Nagrody
W 2018 roku Muzeum otrzymało Nagrodę Muzealną Rady Europy. Zwycięzca na rok otrzymuje brązową statuetkę „La femme aux beaux seins” projektu Joana Miró. Nagroda została wręczona podczas dwóch uroczystości: w Strasburgu w kwietniu 2018 roku i miesiąc później, w maju podczas dorocznego Zgromadzenia Europejskiego Forum Muzeów, które odbyło się w Warszawie.